# Чемпіонат світу з футболу 2018 (кваліфікаційний раунд, УЄФА, група D)
Кваліфікаційний раунд чемпіонату світу з футболу 2018 в зоні УЄФА у групі D визначить учасника ЧС-2018 у Росії від УЄФА.

## Турнірна таблиця
| М  | Команда  | І  | В | Н | П | МЗ | МП | РМ  | О  |
| -- | -------- | -- | - | - | - | -- | -- | --- | -- |
| 1. | Сербія   | 10 | 6 | 3 | 1 | 20 | 10 | +10 | 21 |
| 2. | Ірландія | 10 | 5 | 4 | 1 | 12 | 6  | +6  | 19 |
| 3. | Уельс    | 10 | 4 | 5 | 1 | 13 | 6  | +7  | 17 |
| 4. | Австрія  | 10 | 4 | 3 | 3 | 14 | 12 | +2  | 15 |
| 5. | Грузія   | 10 | 0 | 5 | 5 | 8  | 14 | −6  | 5  |
| 6. | Молдова  | 10 | 0 | 2 | 8 | 4  | 23 | −19 | 2  |

## Розклад матчів

### 1 тур
| 5 вересня 2016 18:00 (20:00 UTC+4) |

| Грузія       | 1 – 2       | Австрія                  |
| ------------ | ----------- | ------------------------ |
| Ананідзе 78' | Звіт(англ.) | Гінтереггер 16' Янко 42' |

| Динамо Арена імені Бориса Пайчадзе, Тбілісі Арбітр: Олексій Кульбаков (Білорусь) |

| 5 вересня 2016 20:45 (20:45 UTC+2) |

| Сербія                      | 2 – 2       | Ірландія             |
| --------------------------- | ----------- | -------------------- |
| Костич 62' Тадич 69' (пен.) | Звіт(англ.) | Гендрік 3' Мерфі 81' |

| Стадіон імені Райко Митича, Белград Арбітр: Віктор Кашшаї, (Угорщина) |

| 5 вересня 2016 20:45 (19:45 UTC+1) |

| Уельс                                      | 4 – 0       | Молдова |
| ------------------------------------------ | ----------- | ------- |
| Воукс 38' Аллен 44' Бейл 51', 90+5' (пен.) | Звіт(англ.) |         |

| Кардіфф Сіті Стедіум, Кардіфф Глядачів: 31 731 Арбітр: Ліран Ліані (Ізраїль) |

### 2 тур
| 6 жовтня 2016 20:45 (20:45 UTC+2) |

| Австрія             | 2 – 2       | Уельс                     |
| ------------------- | ----------- | ------------------------- |
| Арнаутович 28', 48' | Звіт(англ.) | Аллен 23' Віммер 45' (аг) |

| Ернст-Гаппель-Штадіон, Відень Арбітр: Джюнейт Чакир (Туреччина) |

| 6 жовтня 2016 20:45 (21:45 UTC+3) |

| Молдова | 0 – 3       | Сербія                            |
| ------- | ----------- | --------------------------------- |
|         | Звіт(англ.) | Костич 20' Іванович 37' Тадич 60' |

| Зімбру, Кишинів Арбітр: Олексій Кульбаков (Білорусь) |

| 6 жовтня 2016 20:45 (19:45 UTC+1) |

| Ірландія    | 1 – 0       | Грузія |
| ----------- | ----------- | ------ |
| Коулмен 56' | Звіт(англ.) |        |

| Авіва, Дублін Арбітр: Тоні Шапрон (Франція) |

### 3 тур
| 9 жовтня 2016 18:00 (17:00 UTC+1) |

| Уельс    | 1 – 1       | Грузія         |
| -------- | ----------- | -------------- |
| Бейл 10' | Звіт(англ.) | Окріашвілі 57' |

| Кардіфф Сіті Стедіум, Кардіфф Глядачів: 32 652 Арбітр: Паоло Маццолені (Італія) |

| 9 жовтня 2016 20:45 (21:45 UTC+3) |

| Молдова     | 1 – 3       | Ірландія                 |
| ----------- | ----------- | ------------------------ |
| Бугайов 45' | Звіт(англ.) | Лонг 2' Макклін 69', 76' |

| Зімбру, Кишинів Глядачів: 6 089 Арбітр: Якоб Кехлет (Данія) |

| 9 жовтня 2016 20:45 (20:45 UTC+2) |

| Сербія                     | 3 – 2       | Австрія               |
| -------------------------- | ----------- | --------------------- |
| Мітрович 6', 23' Тадич 74' | Звіт(англ.) | Забітцер 15' Янко 63' |

| Стадіон імені Райко Митича, Белград Глядачів: 14 200 Арбітр: Йонас Ерікссон (Швеція) |

### 4 тур
| 12 листопада 2016 18:00 (18:00 UTC+1) |

| Австрія | 0 – 1       | Ірландія    |
| ------- | ----------- | ----------- |
|         | Звіт(англ.) | Макклін 48' |

| Ернст-Гаппель-Штадіон, Відень Арбітр: Сергій Карасьов (Росія) |

| 12 листопада 2016 18:00 (21:00 UTC+4) |

| Грузія         | 1 – 1       | Молдова    |
| -------------- | ----------- | ---------- |
| Казаішвілі 16' | Звіт(англ.) | Гацкан 78' |

| Динамо Арена імені Бориса Пайчадзе, Тбілісі Арбітр: Георгі Кабаков (Болгарія) |

| 12 листопада 2016 20:45 (19:45 UTC+0) |

| Уельс    | 1 – 1       | Сербія       |
| -------- | ----------- | ------------ |
| Бейл 30' | Звіт(англ.) | Мітрович 86' |

| Кардіфф Сіті Стедіум, Кардіфф Арбітр: Альберто Ундіано Мальєнко (Іспанія) |

### 5 тур
| 24 березня 2017 18:00 (21:00 UTC+4) |

| Грузія      | 1 – 3                   | Сербія                                         |
| ----------- | ----------------------- | ---------------------------------------------- |
| Качарава 6' | Звіт (FIFA) Звіт (UEFA) | Тадич 45' (пен.) А. Митрович 64' Гачинович 86' |

| Динамо Арена імені Бориса Пайчадзе, Тбілісі Арбітр: Фелікс Цваєр (Німеччина) |

| 24 березня 2017 20:45 (20:45 UTC+1) |

| Австрія                   | 2 – 0                   | Молдова |
| ------------------------- | ----------------------- | ------- |
| Арнаутович 75' Гарнік 90' | Звіт (FIFA) Звіт (UEFA) |         |

| Ернст-Гаппель-Штадіон, Відень Арбітр: Іштван Вад (Угорщина) |

| 24 березня 2017 20:45 (19:45 UTC+0) |

| Ірландія | 0 – 0                   | Уельс |
| -------- | ----------------------- | ----- |
|          | Звіт (FIFA) Звіт (UEFA) |       |

| Авіва, Дублін Арбітр: Нікола Ріццолі (Італія) |

### 6 тур
| 11 червня 2017 18:00 (19:00 UTC+3) |

| Молдова               | 2 – 2                   | Грузія                         |
| --------------------- | ----------------------- | ------------------------------ |
| Гинсарі 15' Дєдов 36' | Звіт (FIFA) Звіт (UEFA) | Меребашвілі 66' Казаїшвілі 70' |

| Зімбру, Кишинів Арбітр: Андреас Екберг (Швеція) |

| 11 червня 2017 18:00 (17:00 UTC+1) |

| Ірландія    | 1 – 1                   | Австрія         |
| ----------- | ----------------------- | --------------- |
| Волтерс 85' | Звіт (FIFA) Звіт (UEFA) | Гінтереггер 31' |

| Авіва, Дублін Арбітр: Давід Фернандес Борбалан (Іспанія) |

| 11 червня 2017 20:45 (20:45 UTC+2) |

| Сербія          | 1 – 1                   | Уельс            |
| --------------- | ----------------------- | ---------------- |
| А. Митрович 74' | Звіт (FIFA) Звіт (UEFA) | Ремзі 35' (пен.) |

| Стадіон імені Райко Митича, Белград Глядачів: 46 673 Арбітр: Жорже Соуза (Португалія) |

### 7 тур
| 2 вересня 2017 18:00 (20:00 UTC+4) |

| Грузія         | 1 – 1                   | Ірландія |
| -------------- | ----------------------- | -------- |
| Казаїшвілі 34' | Звіт (FIFA) Звіт (UEFA) | Даффі 4' |

| Динамо Арена імені Бориса Пайчадзе, Тбілісі Глядачів: 19,669 Арбітр: Іван Кружляк (Словаччина) |

| 2 вересня 2017 18:00 (18:00 UTC+2) |

| Сербія                                 | 3 – 0                   | Молдова |
| -------------------------------------- | ----------------------- | ------- |
| Гачинович 20' Коларов 30' Митрович 81' | Звіт (FIFA) Звіт (UEFA) |         |

| Партизан, Белград Глядачів: 9,974 Арбітр: Тамаш Богнар (Угорщина) |

| 2 вересня 2017 20:45 (19:45 UTC+1) |

| Уельс       | 1 – 0                   | Австрія |
| ----------- | ----------------------- | ------- |
| Вудберн 74' | Звіт (FIFA) Звіт (UEFA) |         |

| Кардіфф Сіті Стедіум, Кардіфф Глядачів: 32,633 Арбітр: Овідіу Гацеган (Румунія) |

### 8 тур
| 5 вересня 2017 20:45 (20:45 UTC+2) |

| Австрія  | 1 – 1                   | Грузія    |
| -------- | ----------------------- | --------- |
| Шауб 43' | Звіт (FIFA) Звіт (UEFA) | Гвілія 8' |

| Ернст-Гаппель-Штадіон, Відень Глядачів: 13,400 Арбітр: Орел Грінфельд (Ізраїль) |

| 5 вересня 2017 20:45 (21:45 UTC+3) |

| Молдова | 0 – 2                   | Уельс                       |
| ------- | ----------------------- | --------------------------- |
|         | Звіт (FIFA) Звіт (UEFA) | Робсон-Кану 80' Ремзі 90+3' |

| Зімбру, Кишинів Глядачів: 10,272 Арбітр: Павел Рачковський (Польща) |

| 5 вересня 2017 20:45 (19:45 UTC+1) |

| Ірландія | 0 – 1                   | Сербія      |
| -------- | ----------------------- | ----------- |
|          | Звіт (FIFA) Звіт (UEFA) | Коларов 55' |

| Авіва, Дублін Глядачів: 50,153 Арбітр: Джюнейт Чакир (Туреччина) |

### 9 тур
| 6 жовтня 2017 18:00 (20:00 UTC+4) |

| Грузія | 0 – 1                   | Уельс       |
| ------ | ----------------------- | ----------- |
|        | Звіт (FIFA) Звіт (UEFA) | Лоуренс 49' |

| Динамо Арена імені Бориса Пайчадзе, Тбілісі Глядачів: 22,290 Арбітр: Хесус Хіль Мансано (Іспанія) |

| 6 жовтня 2017 20:45 (20:45 UTC+2) |

| Австрія                                 | 3 – 2                   | Сербія                   |
| --------------------------------------- | ----------------------- | ------------------------ |
| Бургшталлер 25' Арнаутович 76' Шауб 89' | Звіт (FIFA) Звіт (UEFA) | Миливоєвич 11' Матич 83' |

| Ернст-Гаппель-Штадіон, Відень Глядачів: 42,400 Арбітр: Павел Краловець (Чехія) |

| 6 жовтня 2017 20:45 (19:45 UTC+1) |

| Ірландія      | 2 – 0                   | Молдова |
| ------------- | ----------------------- | ------- |
| Мерфі 2', 19' | Звіт (FIFA) Звіт (UEFA) |         |

| Авіва, Дублін Глядачів: 50,560 Арбітр: Бас Нейгейс (Нідерланди) |

### 10 тур
| 9 жовтня 2017 20:45 (21:45 UTC+3) |

| Молдова | 0 – 1                   | Австрія  |
| ------- | ----------------------- | -------- |
|         | Звіт (FIFA) Звіт (UEFA) | Шауб 69' |

| Зімбру, Кишинів Глядачів: 5,542 Арбітр: Барт Вертентен (Бельгія) |

| 9 жовтня 2017 20:45 (20:45 UTC+2) |

| Сербія       | 1 – 0                   | Грузія |
| ------------ | ----------------------- | ------ |
| Прийович 74' | Звіт (FIFA) Звіт (UEFA) |        |

| Стадіон імені Райко Митича, Белград Глядачів: 42,000 Арбітр: Павел Гіл (Польща) |

| 9 жовтня 2017 20:45 (19:45 UTC+1) |

| Уельс | 0 – 1                   | Ірландія    |
| ----- | ----------------------- | ----------- |
|       | Звіт (FIFA) Звіт (UEFA) | Макклін 57' |

| Кардіфф Сіті Стедіум, Кардіфф Глядачів: 32,711 Арбітр: Дамир Скомина (Словенія) |

## Бомбардири
6 голів
- Александар Митрович

4 голи
- Марко Арнаутович
- Гарет Бейл
- Джеймс Макклін
- Душан Тадич